# Staden
Staden (flamenc occidental Stoan) és un municipi belga de la província de Flandes Occidental a la regió de Flandes.

## Seccions
| #        | Nom                      | Superfície (km²) | Població (31/12/2006) |
| -------- | ------------------------ | ---------------- | --------------------- |
| I        | Staden                   | 25,43            | 5.391                 |
| II       | Oostnieuwkerke           | 10,80            | 3.422                 |
| III (IV) | Westrozebeke - Vijfwegen | 10,00            | 2.169                 |

## Localització

Mapa de Staden

| - a. Roeselare - b. Passendale (Zonnebeke) - c. Poelkapelle (Langemark-Poelkapelle) - d. Houthulst - e. Zarren (Kortemark) - f. Handzame (Kortemark) - g. Hooglede |

## Agermanaments
- Florstadt